# Meninos perdidos do Sudão

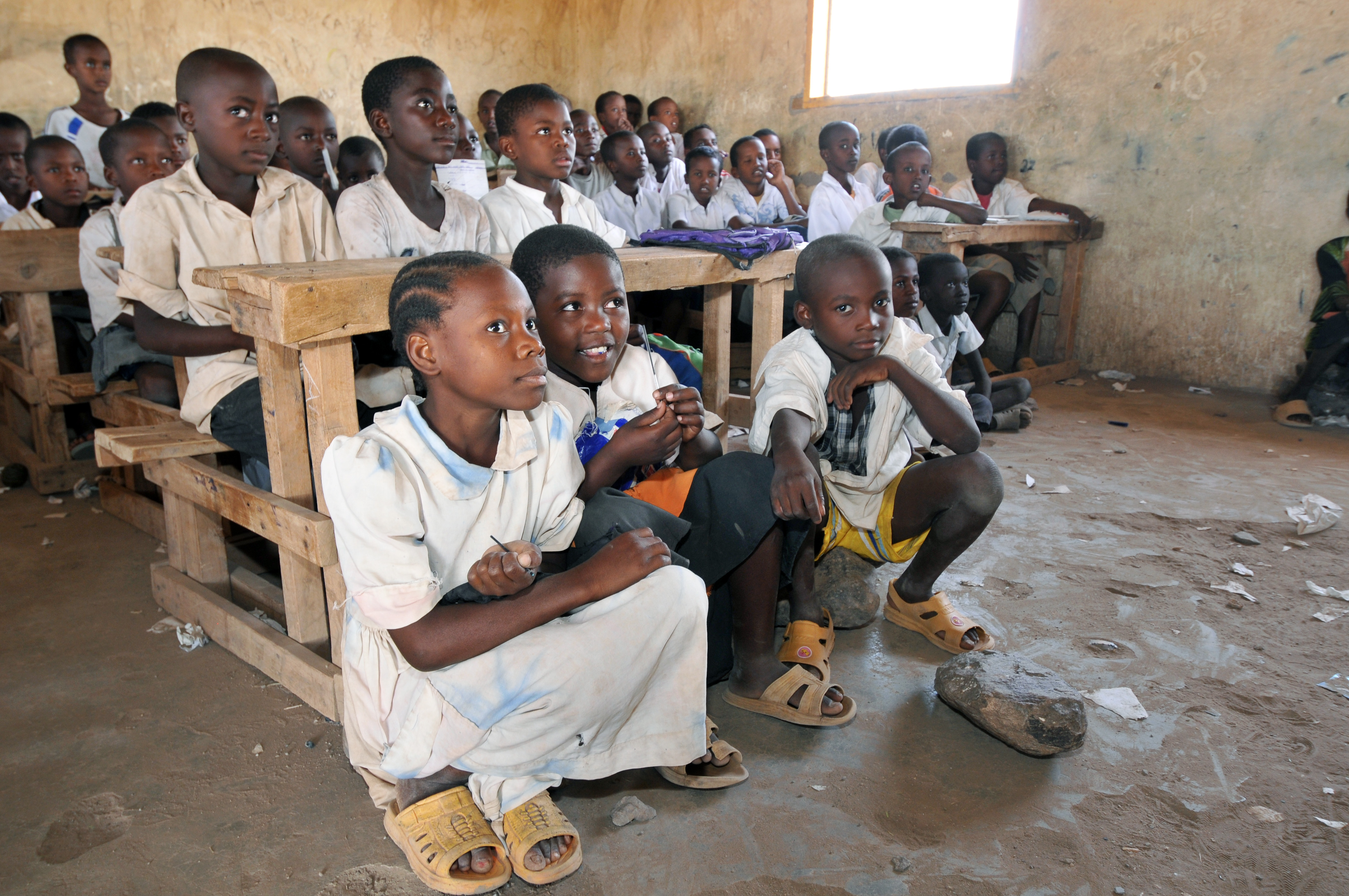
Crianças em idade escolar no campo de refugiados de Kakuma, no Quênia.

Os meninos perdidos ou garotos perdidos do Sudão refere-se a um grupo de mais de 20.000 meninos dos grupos étnicos nueres e dinkas que foram deslocados ou ficaram órfãos durante a Segunda Guerra Civil Sudanesa (1987–2005). Dois milhões foram mortos e outros foram severamente afetados pelo conflito. O termo foi usado por profissionais de saúde nos campos de refugiados e pode ter sido derivado da história infantil de Peter Pan. Também foi usado para se referir a crianças que fugiram da violência pós-independência no Sudão do Sul em 2011–2013.
Os meninos embarcaram em jornadas perigosas para campos de refugiados na Etiópia e no Quênia, onde milhares ficaram abrigados por vários anos. A alguns dos Garotos Perdidos foram oferecidas novas vidas por meio de programas oficiais de reassentamento nos Estados Unidos.